# Championnats d'Europe de patinage artistique 1965
Navigation
Édition précédente Édition suivante
Les championnats d'Europe de patinage artistique 1965 ont lieu du 11 au 15 février 1965 au palais des sports Loujniki de Moscou en Union soviétique.

## Qualifications
Les patineurs sont éligibles à l'épreuve s'ils représentent une nation européenne membre de l'Union internationale de patinage (International Skating Union en anglais). Les fédérations nationales sélectionnent leurs patineurs en fonction de leurs propres critères.
Sur la base des résultats des championnats d'Europe 1964, l'Union internationale de patinage autorise chaque pays à avoir de une à trois inscriptions par discipline. 

## Podiums
| Épreuves                            | Or                                  | Argent                               | Bronze                           |
| ----------------------------------- | ----------------------------------- | ------------------------------------ | -------------------------------- |
| Messieurs résultats détaillés       | Emmerich Danzer                     | Alain Calmat                         | Peter Jonas                      |
| Dames résultats détaillés           | Regine Heitzer                      | Sally-Anne Stapleford                | Nicole Hassler                   |
| Couples résultats détaillés         | Ludmila Belousova / Oleg Protopopov | Gerda Johner / Rüdi Johner           | Tatiana Zhuk / Aleksandr Gorelik |
| Danse sur glace résultats détaillés | Eva Romanová / Pavel Roman          | Janet Sawbridge / David Hickinbottom | Yvonne Suddick / Roger Kennerson |

## Tableau des médailles
| Rang  | Nation           | Or | Argent | Bronze | Total |
| ----- | ---------------- | -- | ------ | ------ | ----- |
| 1     | Autriche         | 2  | 0      | 1      | 3     |
| 2     | Union soviétique | 1  | 0      | 1      | 2     |
| 3     | Tchécoslovaquie  | 1  | 0      | 0      | 1     |
| 4     | Royaume-Uni      | 0  | 2      | 1      | 3     |
| 5     | France           | 0  | 1      | 1      | 2     |
| 6     | Suisse           | 0  | 1      | 0      | 1     |
| Total | Total            | 4  | 4      | 4      | 12    |

## Détails des compétitions

### Messieurs
| Rang | Nom                     | Nation               | Places | Points | Fig. impo. | Prog. libre |
| ---- | ----------------------- | -------------------- | ------ | ------ | ---------- | ----------- |
| 1    | Emmerich Danzer         | Autriche             | 14     | 2184.3 |            |             |
| 2    | Alain Calmat            | France               | 16     | 2188.3 |            |             |
| 3    | Peter Jonas             | Autriche             | 29     | 2102.0 |            |             |
| 4    | Sepp Schönmetzler       | Allemagne de l'Ouest | 32     | 2090.4 |            |             |
| 5    | Wolfgang Schwarz        | Autriche             | 46     | 2040.9 |            |             |
| 6    | Robert Dureville        | France               | 55     | 2010.6 |            |             |
| 7    | Peter Krick             | Allemagne de l'Ouest | 74     | 1959.8 |            |             |
| 8    | Ondrej Nepela           | Tchécoslovaquie      | 76     | 1952.0 |            |             |
| 9    | Philippe Pélissier      | France               | 86     | 1944.1 |            |             |
| 10   | Sergueï Tchetveroukhine | Union soviétique     | 93     | 1914.3 |            |             |
| 11   | Giordano Abbondati      | Italie               | 100    | 1915.1 |            |             |
| 12   | Günter Zöller           | Allemagne de l'Est   | 99     | 1917.0 |            |             |
| 13   | Marian Filc             | Tchécoslovaquie      | 106    | 1905.4 |            |             |
| 14   | Jenő Ébert              | Hongrie              | 119    | 1877.7 |            |             |
| 15   | Hywel Evans             | Royaume-Uni          | 137    | 1811.5 |            |             |
| 16   | Hansjörg Studer         | Suisse               | 142    | 1782.8 |            |             |

### Dames
| Rang | Nom                   | Nation               | Places | Points | Fig. impo. | Prog. libre |
| ---- | --------------------- | -------------------- | ------ | ------ | ---------- | ----------- |
| 1    | Regine Heitzer        | Autriche             | 9      | 2288.6 |            |             |
| 2    | Sally-Anne Stapleford | Royaume-Uni          | 26     | 2191.7 |            |             |
| 3    | Nicole Hassler        | France               | 30     | 2178.2 |            |             |
| 4    | Helli Sengstschmid    | Autriche             | 38     | 2167.1 |            |             |
| 5    | Gabriele Seyfert      | Allemagne de l'Est   | 38     | 2165.9 |            |             |
| 6    | Diana Clifton-Peach   | Royaume-Uni          | 51     | 2130.5 |            |             |
| 7    | Hana Mašková          | Tchécoslovaquie      | 72     | 2072.6 |            |             |
| 8    | Jana Mrázková         | Tchécoslovaquie      | 76     | 2038.4 |            |             |
| 9    | Astrid Czermak        | Autriche             | 82     | 2029.2 |            |             |
| 10   | Angelika Wagner       | Allemagne de l'Ouest | 86     | 2007.3 |            |             |
| 11   | Uschi Keszler         | Allemagne de l'Ouest | 92     | 1992.5 |            |             |
| 12   | Zsuzsa Szentmiklóssy  | Hongrie              | 113    | 1933.6 |            |             |
| 13   | Sandra Brugnera       | Italie               | 123    | 1896.8 |            |             |
| 14   | Tamara Bratus         | Union soviétique     | 131    | 1867.1 |            |             |
| 15   | Pia Zurcher           | Suisse               | 142    | 1835.4 |            |             |
| 16   | Karin Dehle           | Norvège              | 141    | 1856.6 |            |             |
| 17   | Britt Elfving         | Suède                | 147    | 1822.9 |            |             |
| 18   | Denise Neanne         | France               | 151    | 1819.5 |            |             |
| 19   | Marianne Baek         | Pays-Bas             | 168    | 1744.8 |            |             |
| 20   | Pia Vingisaar         | Finlande             | 180    | 1642.2 |            |             |

### Couples
| Rang | Nom                                    | Nation               | Places | Points | Prog. court | Prog. libre |
| ---- | -------------------------------------- | -------------------- | ------ | ------ | ----------- | ----------- |
| 1    | Ludmila Belousova / Oleg Protopopov    | Union soviétique     | 9      | 315.0  |             |             |
| 2    | Gerda Johner / Rüdi Johner             | Suisse               | 18     | 306.9  |             |             |
| 3    | Tatiana Zhuk / Aleksandr Gorelik       | Union soviétique     | 28     | 298.8  |             |             |
| 4    | Sonja Pfersdorf / Gunter Matzdorf      | Allemagne de l'Ouest | 37     | 293.8  |             |             |
| 5    | Irene Müller / Hans-Georg Dallmer      | Allemagne de l'Est   | 46     | 289.7  |             |             |
| 6    | Tatiana Tarassova / Georgi Proskurin   | Union soviétique     | 51     | 285.7  |             |             |
| 7    | Margot Glockshuber / Wolfgang Danne    | Allemagne de l'Ouest | 66     | 279.7  |             |             |
| 8    | Agnesa Wlachovska / Peter Bartosiewicz | Tchécoslovaquie      | 78     | 373.3  |             |             |
| 9    | Gerlinde Schönbauer / Wilhelm Bietak   | Autriche             | 79     | 272.3  |             |             |
| 10   | Mária Csordás / László Kondi           | Hongrie              | 86     | 268.8  |             |             |
| 11   | Gudrun Hauss / Walter Häfner           | Allemagne de l'Ouest | 100    | 263.9  |             |             |
| 12   | Monique Mathys / Yves Aellig           | Suisse               | 108    | 258.1  |             |             |
| 13   | Vera Stehlikova / Karel Fajfr          | Tchécoslovaquie      | 123    | 251.7  |             |             |
| 14   | Ingeborg Strell / Fery Dedovich        | Autriche             | 125    | 350.9  |             |             |
| 15   | Renate Rößler / Klaus Wasserfuhr       | Allemagne de l'Est   | 133    | 248.2  |             |             |
| 16   | Glenis Parry / John Bayman             | Royaume-Uni          | 137    | 246.2  |             |             |
| 17   | Anna-Maja Rissanen / Ilka Varhee       | Finlande             | 153    | 191.3  |             |             |

### Danse sur glace
| Rang | Nom                                    | Nation               | Places | Points | Danses imposées | Danse libre |
| ---- | -------------------------------------- | -------------------- | ------ | ------ | --------------- | ----------- |
| 1    | Eva Romanová / Pavel Roman             | Tchécoslovaquie      | 7      | 256.9  |                 |             |
| 2    | Janet Sawbridge / David Hickinbottom   | Royaume-Uni          | 14     | 249.4  |                 |             |
| 3    | Yvonne Suddick / Roger Kennerson       | Royaume-Uni          | 25     | 242.7  |                 |             |
| 4    | Diane Towler / Bernard Ford            | Royaume-Uni          | 27     | 239.5  |                 |             |
| 5    | Györgyi Korda / Pál Vásárhelyi         | Hongrie              | 40     | 231.1  |                 |             |
| 6    | Gabriele Rauch / Rudi Matysik          | Allemagne de l'Ouest | 43     | 228.2  |                 |             |
| 7    | Jitka Babická / Jaromír Holan          | Tchécoslovaquie      | 50     | 223.9  |                 |             |
| 8    | Brigitte Martin / Francis Gamichon     | France               | 50     | 223.6  |                 |             |
| 9    | Jutta Peters / Wolfgang Kunz           | Allemagne de l'Ouest | 64     | 216.6  |                 |             |
| 10   | Christel Trebesiner / Gerald Felsinger | Autriche             | 68     | 212.8  |                 |             |
| 11   | Annerose Baier / Eberhard Rüger        | Allemagne de l'Est   | 79     | 206.0  |                 |             |
| 12   | Edit Mató / Károly Csanádi             | Hongrie              | 84     | 204.1  |                 |             |
| 13   | Nadezhda Velle / Alexander Treshchev   | Union soviétique     | 93     | 197.0  |                 |             |
| 14   | Ludmila Kotkova / Vaclav Kotek         | Tchécoslovaquie      | 94     | 197.7  |                 |             |
| 15   | Heide Mezger / Herbert Rothkappel      | Autriche             | 102    | 189.7  |                 |             |